# 392年
| 千纪： | 1千纪 |
| 世纪： | 3世纪 \| 4世纪 \| 5世纪 |
| 年代： | 360年代 \| 370年代 \| 380年代 \| 390年代 \| 400年代 \| 410年代 \| 420年代                                                                                      |
| 年份： | 387年 \| 388年 \| 389年 \| 390年 \| 391年 \| 392年 \| 393年 \| 394年 \| 395年 \| 396年 \| 397年                                                                |
| 纪年： | 壬辰年（龙年）；东晋太元十七年；前秦太初七年；后燕建興七年；后秦建初七年；西燕中興七年；西秦太初五年；北魏登国七年；后凉麟嘉四年；翟魏定鼎二年；高句丽永乐二年 |

## 大事记
- 二月，翟魏君主翟釗侵略後燕的館陶。
- 三月，後燕帝慕容垂親征翟魏。
- 六月，後燕滅翟魏，末代君主翟釗逃奔西燕。
- 荊州刺史王忱去世，晉孝武帝授予殷仲堪都督荊益寧三州軍事、振威將軍、荊州刺史、假節，鎮江陵。
- 晉孝武帝以其子司馬德文為琅邪王，司馬道子徙封會稽王。
- 羅馬帝國西部皇帝瓦倫提尼安二世死後，帝國西部實際的掌權者阿波加斯特擁立尤吉尼厄斯為傀儡皇帝，帝國東部皇帝狄奧多西一世則自視為整個帝國的統治者。
- 狄奧多西一世將基督教定為國教。

## 出生
- 拓跋嗣,北魏明元帝.

## 逝世
- 11月18日——王忱，東晉中書令王坦之第四子，官至荊州刺史。
- 瓦伦提尼安二世，羅馬帝國西部皇帝。